# Le Faiseur de pluie (roman)
Ne doit pas être confondu avec Le Faiseur de pluie.
Le Faiseur de pluie (Henderson the Rain King) est un roman américain de Saul Bellow publié aux États-Unis en 1959. Traduit de l'américain par Jean Rosenthal, il est publié en France en 1961 aux éditions Gallimard.

## Résumé
Eugène Henderson est un milliardaire désabusé, insupportable et en quête de sensations pour se sentir vivant. Sa vie est décousue et il est détestable avec sa femme. Sa seconde femme Lili supporte ses colères et cache un enfant rapporté par sa fille un soir d'automne, ou encore elle tente de l'empêcher de tuer le chat des anciens locataires mis dehors par Henderson. On apprend plus tard qu'il est devenu l'unique héritier de son père après la mort de son frère aîné.
Un jour, Henderson profite du départ en voyage de noces d'un ami pour se rendre en Afrique avec lui. Très vite, sur place, ils se séparent et Henderson s'enfonce dans une Afrique fascinante avec son guide Romilayu. Ils y rencontrent d'abord la tribu des Arnewi et le prince Itelo pour qui Henderson se prend d'affection. Cette tribu souffre d'un manque d'eau et toutes les vaches sont en train de mourir affamant les membres de la tribu. Ce manque d'eau est dû à une malédiction : la tribu possède un réservoir d'eau mais ce réservoir est infesté de grenouilles. La tribu ne peut pas tuer les grenouilles installées dans ce réservoir par respect pour leurs croyances. Henderson décide donc de leur venir en aide et fabrique une bombe pour tuer les batraciens. Mais l'explosion détruit le réservoir et Henderson est obligé de fuir les Arnewi. Lors de cette expérience il a appris le concept du "Grun-tu-molani" celui qui veut vivre ». 
Il décide de continuer son périple, poussé par une voix qui répète "je veux, je veux, je veux".
Henderson et Romilayu tombent dans une embuscade de la tribu de Wariri et du roi Dahfu. La première nuit ils dorment dans une cahute avec un mort à leur côté et ils décident de porter le mort pour le balancer dans un ravin. Par la suite Henderson se lie d'amitié avec le roi Dahfu, et lors d'une cérémonie celui-ci lui demande d'aller soulever une énorme statue. Henderson est ainsi sacré roi de la pluie. Il découvre que pour être sacré le roi, Dahfu doit partir chasser un lion dans lequel est enfermé l'âme de son défunt père selon les traditions de Wariri.  Henderson décide de l'aider mais malheureusement le roi meurt lors de cette capture et Henderson repart pour les Etats Unis très affaibli, avec un lionceau qu'il associe à son ami le roi Dahfu. Dans l'avion il rencontre un enfant américano-persan avec qui il se lie d'amitié, et tous les trois courent sur le sol gelé lors d'une escale de l'avion en Terre-Neuve.

## Accueil critique
Il figure à la 21e place dans la liste des cent meilleurs romans de langue anglaise du XXe siècle établie par la Modern Library en 1998.